# 恩特普賴斯鎮區 (明尼蘇達州傑克遜縣)
恩特普賴斯鎮區（英語：Enterprise Township）是位於美國明尼蘇達州傑克遜縣的一個行政鎮區。

## 地方資料
恩特普賴斯鎮區的面積為93.09平方千米，當中陸地面積為93.05平方千米，而水域面積為0.04平方千米。根據2020年美國人口普查的數據，當地共有人口181人，而人口密度為每平方千米1.94人。